# Fosfohedyphane
Il fosfohedyphane è una specie di minerale composta da clorofosfato anidro di piombo e calcio. Fa parte del gruppo dell'hedyphane, una suddivisione del supergruppo dell'apatite.
È l'analogo dell'hedyphane contenente fosforo al posto dell'arsenico pertanto il minerale è stato riconosciuto dall'International Mineralogical Association con l'attuale nome per riflettere questa analogia e probabilmente forma con esso una serie completa.
Dopo la scoperta di questo nuovo minerale, si è appurato che molti campioni identificati come piromorfite provenienti da varie parti del mondo in realtà sono esemplari di fosfohedyphane. Anche campioni indicati come polysphaerite e nussièrite sono probabilmente da identificarsi con il fosfohedyphane.

## Morfologia
Il fosfohedyphane è stato trovato sotto forma di prismi esagonali affusolati terminati su entrambe le estremità, lunghi circa 0,5 mm e di 0,1 mm di diametro. I cristalli sono in gruppi irregolari o concresciuti in maniera subparallela. A volte si presentano curvi probabilmente a causa di difetti durante la crescita e le facce presentano striature irregolari trasversali.
Il colore dei cristalli varia dall'incolore al giallo e al verde, quelli contenenti alte quantità di calcio sono trasparenti o presentano una colorazione molto tenue.

## Origine e giacitura
Il fosfohedyphane è stato scoperto nel 2004 fra gli scarti della miniera Capitana nei pressi di Copiapó, deserto di Atacama in Cile associato a quarzo, duftite e bayldonite. È un minerale secondario della zona di ossidazione di un giacimento di rame, piombo e argento.

## Varietà
La polysphaerite deve il suo nome all'aspetto globoso, prima della scoperta del fosfohedyphane, era classificata come una varietà di piromorfite ricca di calcio. Anche la nussièrite, che prende il nome dalla località francese di Nuizière nei pressi di Beaujeu (Rodano), era annoverata fra le varietà di questo minerale.